# Hermann Paul Reißhaus
Hermann Paul Reisshaus (né le 29 septembre 1855 à Burg et mort le 5 septembre 1921 à Schwarzbourg) est un homme politique allemand (SPD) et député du Reichstag.

## Biographie
Paul Reisshaus est le fils d'un maître tailleur. Après l'école primaire de Burg de 1861 à 1869, Reisshaus apprend le métier de tailleur de 1869 à 1872. En 1874, il adhère au Parti social-démocrate d'Allemagne (SPD). Reisshaus est marié à Anna Schumann (1859-1945) et a deux enfants : Oswald Reisshaus (1877-1934) et Elfriede Reisshaus (1893-1944).
En 1878, il lance sa propre entreprise en tant que maître tailleur. En 1880, Reisshaus est expulsé de Berlin en raison de la loi socialiste et il s'installe à Erfurt le 1er décembre 1880. Son entrée dans le carnet d'adresses de 1882 se lit comme suit : Reisshaus Hermann Paul, maître tailleur, Löberstrasse 14. Dans la lutte contre la loi socialiste, la loi sur l'assurance maladie offre des possibilités de travail politique juridique. Wilhelm Liebknecht rend visite aux sociaux-démocrates d'Erfurt le 20 février 1882 pour les soutenir, tout comme Max Kayser (de) en juillet 1882. Aux élections du Reichstag en 1884, les sociaux-démocrates de la ville d'Erfurt reçoivent le plus de voix dans cette ville pour la première fois avec 2 662 voix. En 1884, il est privé du droit de distribuer des imprimés.
À partir de 1889, il est le rédacteur en chef du Thüringer Tribüne le principal organe journalistique de la social-démocratie de Thuringe. Dans le premier numéro du Thüringer Tribüne. Organ für jedermann aus dem Volke" du 1er septembre 1889, Reißhaus écrit : "Le "Thüringer Tribüne" représente une politique socialiste-démocratique englobant tous les intérêts du peuple, s'efforce d'améliorer la situation de la classe ouvrière, de développer l'éducation populaire et travaille à l'introduction du suffrage universel, égal et direct pour tous les organes parlementaires.".
Du 14 au 21 juillet 1889, Reißhaus participe au congrès fondateur de la 2e Internationale à Paris. En octobre 1891, Reisshaus ouvre le congrès du parti d'Erfurt du SPD, au cours duquel le programme d'Erfurt est décidé qui façonnera la ligne du parti pendant des décennies. En 1892, Reisshaus devient propriétaire d'une boutique de mode féminine et masculine à Erfurt. À cette époque, Reißhaus est également cofondateur de l'Association allemande des tailleurs et de 1888 à 1892 délégué syndical et directeur général de l'association.
Aux élections du Reichstag en 1890, il reçoit 7 215 voix et au second tour, au cours duquel il est battu avec 8 496 voix. Lors de cette élection, il fait de la publicité avec un tract « À bas le cartel ! les oppresseurs du peuple, les distributeurs de nourriture ». De juin 1893 à janvier 1907 et de janvier 1912 à novembre 1918, Reisshaus siège en tant que membre du SPD pour la 2e circonscription de Saxe-Meiningen au Reichstag.
Le Tribune. Organ für die Interessen des gesamten werktätigen Volkes du 2 juillet 1911 appelle à une « lutte contre le système des trois classes » dans l'esprit de Paul Reißhaus. Le 30 juillet 1914 encore, les sociaux-démocrates d'Erfurt réclament la "guerre à la guerre" à l'aide de banderoles lors d'un meeting. Lors de la réunion du groupe parlementaire des sociaux-démocrates au Reichstag le 4 août 1914, Paul Reißhaus fait partie de ceux qui approuvent les emprunts de guerre et le 12 novembre 1914, l'association social-démocrate d'Erfurt se déclare sous l'influence du Reisshaus pour la « trêve ». Mais Reißhaus a également des doutes sur la ligne politique de la direction du parti. Il signe donc signé le 21 décembre 1915 une déclaration contre l'approbation du 5e crédit de guerre et quitte la salle plénière avant le vote au Reichstag. Le 25 mars 1916, il se prononce contre l'expulsion des 18 membres qui forment alors le Groupe de travail social-démocrate. Reisshaus reste dans le groupe parlementaire. En janvier 1917, il fait part à Erfurt de ses vues sur la politique du SPD : « La vraie cause des phénomènes de division est toute la politique des représentants de la majorité depuis le 4 août 1914. [...] L'ancienne majorité veut transformer le parti en un parti socialiste réformateur. C'est clairement l'objectif des représentants de la majorité. […] L'élimination de l'ordre social capitaliste était l'objectif principal de l'ancien parti social-démocrate. Maintenant, ils veulent un siège à la table du gouvernement ».
Le 8 novembre 1918, la Révolution de novembre commence à Erfurt. Reisshaus et Theodor Cassau (de) sont présidents du conseil des ouvriers et des soldats . Le Conseil des travailleurs et des soldats appelle à la « République socialiste d'Allemagne », à la liberté de réunion et de manifestation, à la levée de la censure et à la libération de tous les prisonniers politiques. Le maire Hermann Schmidt (de) accepte le 9 novembre 1919 Reisshaus et Richard Friedrich du Conseil des travailleurs et des soldats en tant que membres du magistrat.
En janvier 1919, il est élu à l'Assemblée nationale de Weimar en tant que candidat du SPD dans la 36e circonscription (Thuringe). Dans un tract que même Reisshaus fait circuler, il dit : « En conséquence, l'Assemblée nationale connaîtra une composition qui retiendra toute animosité réactionnaire capitaliste. L'ancien règne du capital et de la tyrannie a plongé à jamais dans les empires ». Cet espoir s'est avéré irréel.
Aux élections du Reichstag de juin 1920, il est élu candidat du SPD pour la 13e circonscription (Thuringe) du premier Reichstag de la République de Weimar, dont il sera député jusqu'à sa mort en septembre 1921. Reisshaus est absent de la première séance du Reichstag le 24 juin 1920 et n'est mentionné au procès-verbal avec aucun discours. Le mandat de Reisshaus est  ensuite poursuivi par sa collègue de parti Wilhelmine Eichler (de). Il est également conseiller municipal à Erfurt à partir de 1911.
Paul Reißhaus est enterré dans le cimetière principal d'Erfurt (de).
L'exécuteur testamentaire de Paul Reißhaus est né en 1879, le vétéran du parti SPD Eduard Amborn, qui devient plus tard maire de Burghausen, qui lors du Congrès de l'unité le 22 avril 1946 remet la canne tordue d'August Bebel à Otto Grotewohl et Wilhelm Pieck, que Reißhaus avait reçu de Bebel au congrès du parti à Erfurt en 1891. Une partie de l'héritage écrit de Reisshaus se trouve dans les archives de la ville d'Erfurt (de).

## Honneurs
Reisshausstrasse à Erfurt et Weimar porte son nom.

## Publications
Périodiques sur lesquels il a travaillé :
- Thüringer Tribüne. Sozialdemokratisches Organ für Thüringen. Verlag Reißhaus & Co., Erfurt 1889 bis Nr. 224 vom 25. September 1897.
- Thüringer Tribüne. Sonntagsblatt. Verlag Reißhaus & Co., Erfurt  5. Juli 1896 bis Nr. 38, 19. September 1897.
- Tribüne. Organ der Sozialdemokratie für Thüringen und den Regierungsbezirk Erfurt. Verlag Reißhaus & Co., Erfurt 1897–1933.

Articles:
- „Die Kinderarbeit in der Sonneberger Spielwaren-Industrie“, in: Die neue Zeit. Wochenschrift der deutschen Sozialdemokratie, 20. Jg. (1901–1902), 1. Bd. (1902), Heft 17, S. 531–533. Digitalisat
- „Der Heimarbeiterkongreß“, in: Die neue Zeit. Wochenschrift der deutschen Sozialdemokratie, 22. Jg. (1903–1904), 1. Bd. (1904), Heft 20, S. 643–645. Digitalisat